# Années 1810 en sociologie
- Avant 1800
- 1800
- 10
- 20
- 30
- 40
- 50
- 60
- 70
- 80
- 90
- 1900
- 10
- 20
- 30
- 40
- 50
- 60
- 70
- 80
- 90
- 2000
- 10
- 20

Ci-dessous figurent les événements relatifs à la Sociologie survenus au cours des années 1810.

## 1818
- Louis-Gabriel de Bonald, Recherches philosophiques sur les premiers objets des connaissances morales
- 5 mai : Naissance de Karl Marx à Trèves en Rhénanie († 14 mars 1883 en Angleterre)